# یواس‌اس داون (۱۸۵۷)
یواس‌اس داون (۱۸۵۷) (به انگلیسی: USS Dawn (1857)) یک کشتی بود که طول آن ۱۵۴ فوت (۴۷ متر) بود. این کشتی در سال ۱۸۵۷ ساخته شد.